# Ажа (коммуна)
Ажа́ или Ажат(фр. Ajat) — коммуна во Франции, находится в регионе Новая Аквитания. Департамент — Дордонь. Входит в состав кантона От-Перигор-Нуар. Округ коммуны — Перигё.
Код INSEE коммуны — 24004.

## География
Коммуна расположена приблизительно в 430 км к югу от Парижа, в 135 км восточнее Бордо, в 24 км к востоку от Перигё.

### Климат
Климат умеренный океанический со средним уровнем осадков, которые выпадают преимущественно зимой. Лето здесь долгое и тёплое, однако также довольно влажное, здесь не бывает регулярных периодов летней засухи. Средняя температура января — 5 °C, июля — 18 °C. Изредка вследствие стечения неблагоприятных погодных условий может наблюдаться непродолжительная засуха или случаются поздние заморозки. Климат меняется очень часто, как в течение сезона, так и год от года.

## Население
Население коммуны на 2010 год составляло 328 человек.
| 1962 | 1968 | 1975 | 1982 | 1990 | 1999 | 2010 |
| ---- | ---- | ---- | ---- | ---- | ---- | ---- |
| 352  | 306  | 301  | 297  | 275  | 281  | 328  |

## Администрация
| Период | Период | Фамилия         | Партия       | Примечания |
| ------ | ------ | --------------- | ------------ | ---------- |
| 2001   | 2008   | Мари-Анна Браше |              |            |
| 2008   | 2020   | Дидье Клержу    | беспартийный | фермер     |

## Экономика
В 2010 году среди 216 человек трудоспособного возраста (15—64 лет) 166 были экономически активными, 50 — неактивными (показатель активности — 76,9 %, в 1999 году было 70,7 %). Из 166 активных жителей работали 147 человек (84 мужчины и 63 женщины), безработных было 19 (8 мужчин и 11 женщин). Среди 50 неактивных 17 человек были учениками или студентами, 15 — пенсионерами, 18 были неактивными по другим причинам.

## Достопримечательности
- Церковь Св. Варфоломея (XII век). Исторический памятник с 1909 года[7]
- Церковь Св. Мартина (XII век). Исторический памятник с 1925 года[8]
- Замок Ажа (XVI век). Исторический памятник с 1925 года[9]

## Фотогалерея
- Ажа
- Церковь Св. Варфоломея
- Церковь Св. Мартина
- Интерьер церкви Св. Мартина